# Communauté de communes Guide du pays de Trélon
Die Communauté de communes Guide du pays de Trélon ist ein ehemaliger französischer Gemeindeverband (Communauté de communes) im Département Nord und der Region Nord-Pas-de-Calais. Er wurde am 22. Dezember 1992 gegründet. Am 31. Dezember 2013 fusionierte der Gemeindeverband mit der Communauté de communes Action Fourmies et environs zur Communauté de communes du Sud Avesnois.

## Mitglieder
| Code INSEE | Gemeinde          | Einwohner   | Fläche    | Bev.dichte    | Delegierte |
| ---------- | ----------------- | ----------- | --------- | ------------- | ---------- |
| 59045      | Baives            | 141 Einw.   | 798 ha    | 17 Einw./km²  |            |
| 59198      | Eppe-Sauvage      | 218 Einw.   | 1 667 ha  | 13 Einw./km²  |            |
| 59261      | Glageon           | 1 877 Einw. | 1 177 ha  | 159 Einw./km² |            |
| 59420      | Moustier-en-Fagne | 72 Einw.    | 713 ha    | 10 Einw./km²  |            |
| 59445      | Ohain             | 1 184 Einw. | 1 188 ha  | 99 Einw./km²  |            |
| 59601      | Trélon            | 2 828 Einw. | 3 915 ha  | 72 Einw./km²  |            |
| 59633      | Wallers-en-Fagne  | 215 Einw.   | 779 ha    | 27 Einw./km²  |            |
| 59661      | Willies           | 139 Einw.   | 414 ha    | 33 Einw./km²  |            |
| Totaux     | 8 Gemeinden       | 6 674 Einw. | 10 651 ha | 52 Einw./km²  | 25         |

## Quelle
- Le SPLAF - (Website zur Bevölkerung und Verwaltungsgrenzen in Frankreich (frz.))